# Edifici Fincas Sabaté
L'Edifici Fincas Sabaté és un edifici del municipi de Reus (Baix Camp), situat al raval de Martí Folguera, 49, inclòs en l'Inventari del Patrimoni Arquitectònic de Catalunya com a Bé Cultural d'Interès Local.

## Descripció
És un edifici de planta baixa (local comercial), entresòl i dos pisos. S'han de destacar les llindes de l'entresòl, recolzades en uns pseudo-capitells i que són un perllongament de l'edifici del costat (núm. 51). El balcó corregut de la primera planta com els dos balcons del segon pis es recolzen en mènsules. En tot el conjunt n'hi ha dotze unitats. Els ferros forjats dels balcons són senzills.